# 고레에다 히로카즈
고레에다 히로카즈(일본어: 是枝 裕和, 1962년 6월 6일 ~)는 일본의 영화 감독이자 텔레비전 다큐멘터리 연출가이다.

## 약력
도쿄도 네리마구에서 태어났다. 도쿄 도립 무사시 고등학교를 졸업하였고, 순다이 예비학교에서 현대 문학을 가르친 "이이타이코토"로 알려진 후지타 슈이치에 영향을 받아 1987년 와세다 대학교 제1 문학부 문예학과를 졸업했다. 이후, 프로그램 제작 회사의 텔레비전 맨 유니온에 입사 해 TV 프로그램의 AD를 하면서 다큐멘터리 연출가를 맡았다.
1995년에 《환상의 빛》으로 영화 감독 데뷔했다. 신작을 발표 할 때마다 수 많은 국제 영화제에 초청 되는 등 일본 내외에서 높은 평가를 받는 영화 감독 중 한 명이다. 영화, 텔레비전 작품과 프로듀서 외에도, 뮤직 비디오 의 연출도 담당하고 있다.
주요 작품으로 영화 《아무도 모른다》, 《원더풀 라이프》, 《걸어도 걸어도》, 《진짜로 일어날지도 몰라 기적》, 《그렇게 아버지가 된다》, 《바닷마을 다이어리》, 《어느 가족》 등이 있다. 특히 《아무도 모른다》의 주인공 야기라 유야는 2004년 제57회 칸 국제 영화제 역대 최연소 남우주연상을 수상해서 화제가 되었고, 《그렇게 아버지가 된다》는 제66회 칸 국제 영화제에서 심사위원상과 《어느 가족》은 제71회 칸 국제 영화제에서 황금종려상을 수상하는 등 전 세계적으로 지명도를 높히며 명장 감독으로 인정 받았다.
2005년부터 리츠메이칸 대학교에서 산업 사회학부 객원 교수를 역임하고 있다. 또한, 2013년 2월 현재 BPO의 방송 윤리 검증위원회의 위원을 맡고 있다.

## 감독 작품

### 영화

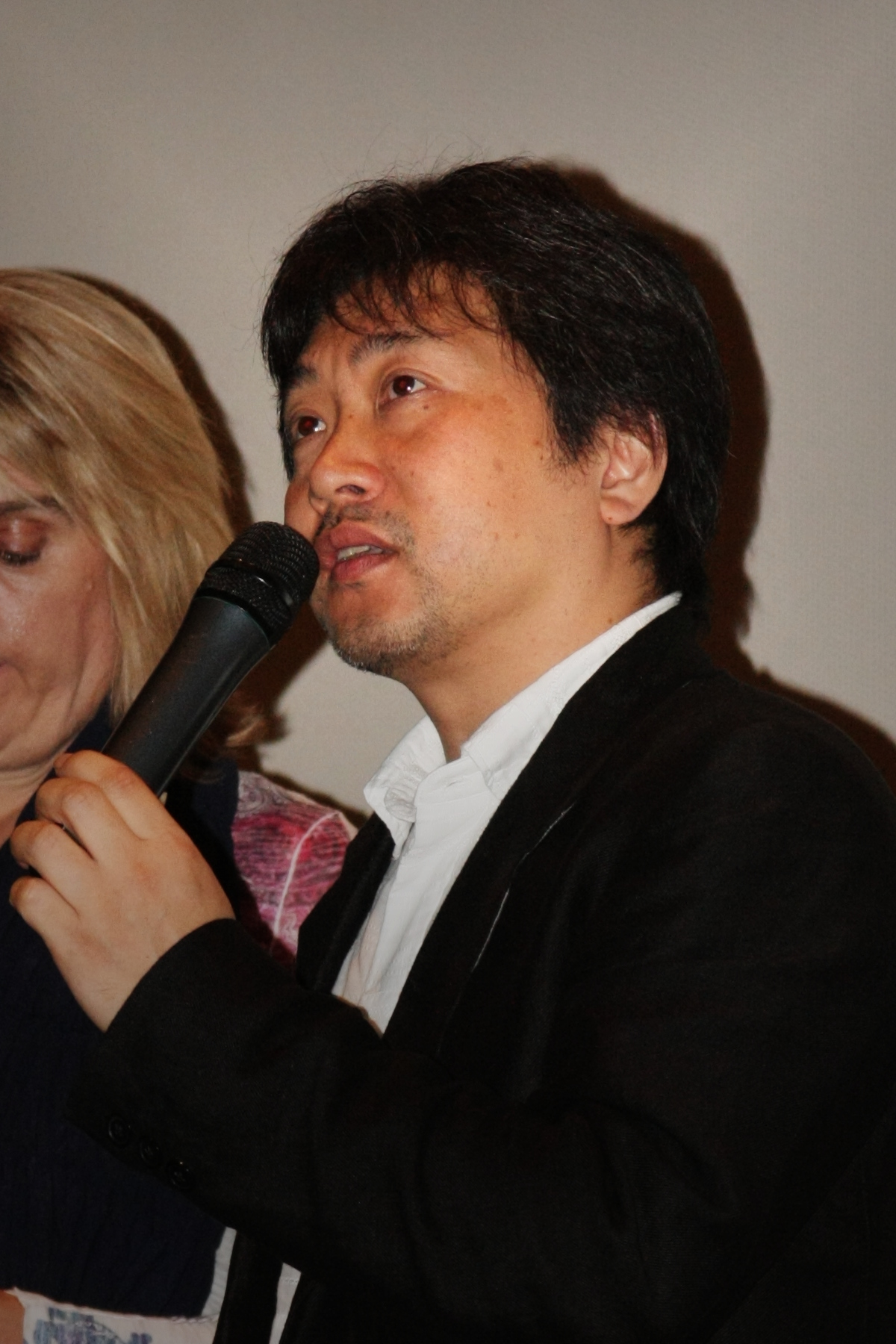
2009년 토론토 국제 영화제에서.

| 연도 | 제목                            | 비고                          |
| ---- | ------------------------------- | ----------------------------- |
| 1995 | 《환상의 빛》                   | 감독                          |
| 1998 | 《원더풀 라이프》               | 감독, 각본, 편집              |
| 2001 | 《디스턴스》                    | 감독, 각본, 편집              |
| 2004 | 《아무도 모른다》               | 감독, 프로듀서, 각본          |
| 2006 | 《하나》                        | 감독, 각본                    |
| 2008 | 《걸어도 걸어도》               | 감독, 각본, 편집              |
| 2009 | 《공기인형》                    | 감독, 프로듀서, 각본, 편집    |
| 2011 | 《진짜로 일어날지도 몰라 기적》 | 감독, 각본                    |
| 2013 | 《그렇게 아버지가 된다》        | 감독, 각본, 편집              |
| 2015 | 《바닷마을 다이어리》           | 감독, 각본                    |
| 2016 | 《태풍이 지나가고》             | 감독, 각본                    |
| 2018 | 《어느 가족》                   | 감독, 각본 ※황금종려상 수상작 |
| 2019 | 《파비안느에 관한 진실》        | 감독, 각본, 편집              |
| 2022 | 《브로커》                      | 감독, 각본                    |
| 2023 | 《괴물》                        | 감독, 편집                    |

### 텔레비전 드라마
- 《야릇한 문호 괴담 제4회 "후의 날"》(2010년,NHK-BShi )
- 《고잉 마이 홈》 (2012년 10월~12월, 간사이 TV·후지 TV 계열)
- 《마이코네 행복한 밥상》 (2023년, 넷플릭스)
- 《아수라처럼》 (2025년, 넷플릭스)

## 기타 감독 작품

### 텔레비전 다큐멘터리
- NONFIX (후지 TV)
  - 《그러나 복지를 버리는 시대로》 (1991년)
  - 《또 하나의 교육~이나 초등학교 봄조의 기록》 (1991년)
  - 《공해는 어디로 갔나 ...》 (1991년)
  - 《일본인이 되고 싶어 ...》 (1992년)
  - 《허우 샤오시엔과 에드워드 양》 (1993년)
  - 《그가 없는 8월이》 (1994년)
  - 《시리즈 헌법~제9조·전쟁 포기 "망각"》 (2006년)
- 《심상 스케치 각각의 미야자와 겐지》 (1993년, 테레비 도쿄 "다큐멘터리 인간 극장")
- 《기억을 잃어버린 때 ... 남아있는 가족의 2년반의 기록》 (1996년, NHK)
- 《생명의 울림》 (출연 1999년 TBS )
- 《걷는듯한 속도로~37,319명의 오디션》 (2002년, NTV)
- 《나의 유아 시절 타니가와 슌타로 편》 (2008년, NHK)
- 《그 때에 알아버렸지도 모른다~텔레비전에서 '나'란 무엇인가》 (2008년, BS-i TBS "보도의 영혼")
- 《나쁜 것은 모두 하기모토 킨이치이다》 (2010년, 후지 TV " 채널 S")
- 《미래의 편지 2014~ 그로부터 3년이 지났습니다》 (2014년, NHK)[6]

### 다큐멘터리 장편 영화
- 2008년 《괜찮기를 -Cocco 끝나지 않는 여행-》

### 광고(CM)
- 닛산 뉴 세레나 "물건보다 추억" 시리즈 (1999년 ~ 2003년)
- 산토리 음료 낫짱 "3년째 낫짱"
- 포카 "정성을 들여 보글보글 푹 끓인 스프"
- Sony Music Audition 시리즈 (2001년~2002년)
- 후지 TV 캠페인 "시작은 후지 TV" (2002년)
- 소니 PS2 소프트 "아크 더 래드 정령의 황혼" (2003년)
- 네스카페 "아침 릴레이 잠자는 얼굴 편" (2004년)
- 다이하츠 미라·커스텀 (2006년)
- 미츠칸 금의 알맹이 (2007년)

### 뮤직 비디오
- 2000년 Cocco - 〈물거울〉
- 2003년 Cheri  - 〈한숨〉
- 2004년 타테타카코 - 〈보석〉
- 2006년 Cocco - 〈 햇빛이 비치면서 비가 내린다〉
- 2007년 스네오 헤어 - 〈좋은 노래〉
- 2011년 AKB48 - 〈벚꽃나무가 되자〉
- 2020년 요네즈 켄시 - 〈카나리아〉

## 제작 작품
- 《카쿠토》 (2002년, 감독 : 이세야 유스케)
- 《산딸기》 (2003년, 감독 : 니시카와 미와)
- 《문의 저 편~엘런펀트 카시마시 미야모토 히로지 삶의 방식》 (2004년, 후지 TV "NONFIX" 연출가 : 치기리야 토모코)
- 《유레루》 (2006년, 감독 : 니시카와 미와)
- 《아름다운 아일랜즈》 (2010년, 다큐멘터리 감독 : 하이난 토모코)
- 《엔딩 노트》 (2011년, 감독 : 스나다 마미)

## 수상 및 후보 목록
| 연도   | 시상식                                       | 상                                                     | 결과 | 작품                            |
| ------ | -------------------------------------------- | ------------------------------------------------------ | ---- | ------------------------------- |
| 1995년 | 제52회 베네치아 국제 영화제                  | 골든 오셀라 감독상                                     | 수상 | 《환상의 빛》                   |
| 1995년 | 제52회 베네치아 국제 영화제                  | 황금사자상                                             | 후보 | 《환상의 빛》                   |
| 1995년 | 밴쿠버 영화제                                | 그랑프리                                               | 수상 | 《환상의 빛》                   |
| 1995년 | 시카고 영화제                                | 그랑프리                                               | 수상 | 《환상의 빛》                   |
| 1995년 | 제10회 다카사키 영화제                       | 젊은 감독 그랑프리                                     | 수상 | 《환상의 빛》                   |
| 1998년 | 부산 국제 영화제                             | 뉴 커런츠상                                            | 후보 | 《원더풀 라이프》               |
| 1998년 | 낭트 3개 대륙 영화제                         | 그랑프리                                               | 수상 | 《원더풀 라이프》               |
| 1998년 | 토리노 영화제(이탈리아)                      | 최우수 각본상                                          | 수상 | 《원더풀 라이프》               |
| 1998년 | 산세바스찬 영화제                            | 국제 비평가 연맹상                                     | 수상 | 《원더풀 라이프》               |
| 1998년 | 제14회 다카사키 영화제                       | 최우수 작품상                                          | 수상 | 《원더풀 라이프》               |
| 1999년 | 부에노스아이레스 독립 영화 국제 영화제       | 그랑프리                                               | 수상 | 《원더풀 라이프》               |
| 1999년 | 부에노스아이레스 독립 영화 국제 영화제       | 최우수 각본상                                          | 수상 | 《원더풀 라이프》               |
| 2001년 | 제54회 칸 국제 영화제                        | 황금종려상                                             | 후보 | 《DISTANCE》                    |
| 2001년 | 제16회 다카사키 영화제                       | 최우수 작품상                                          | 수상 | 《DISTANCE》                    |
| 2004년 | 블루리본상                                   | 최우수 작품상                                          | 수상 | 《아무도 모른다》               |
| 2004년 | 블루리본상                                   | 최우수 감독상                                          | 수상 | 《아무도 모른다》               |
| 2004년 | 제57회 칸 국제 영화제                        | 황금종려상                                             | 후보 | 《아무도 모른다》               |
| 2004년 | 호치영화상                                   | 최우수 작품상                                          | 수상 | 《아무도 모른다》               |
| 2004년 | 제26회 요코하마 영화제                       | 일본 영화 베스트 텐(작품상)                            | 3위  | 《아무도 모른다》               |
| 2004년 | 제19회 다카사키 영화제                       | 최우수 감독상                                          | 수상 | 《아무도 모른다》               |
| 2005년 | 키네마 준보상                                | 일본 영화 베스트 텐(작품상)                            | 1위  | 《아무도 모른다》               |
| 2005년 | 키네마 준보상                                | 독자 선출 일본 영화 베스트 텐                          | 1위  | 《아무도 모른다》               |
| 2005년 | 키네마 준보상                                | 일본 영화 감독상                                       | 수상 | 《아무도 모른다》               |
| 2005년 | 플랑드르 국제 영화제(벨기에)                 | 그랑프리                                               | 수상 | 《아무도 모른다》               |
| 2005년 | 시카고 국제 영화제                           | 황금 상패                                              | 수상 | 《아무도 모른다》               |
| 2006년 | 제21회 다카사키 영화제                       | 최우수 작품상                                          | 수상 | 《하나》                        |
| 2008년 | 제51회 블루리본상                            | 최우수 감독상                                          | 수상 | 《걸어도 걸어도》               |
| 2008년 | 제30회 요코하마 영화제                       | 일본 영화 베스트 텐(작품상)                            | 3위  | 《걸어도 걸어도》               |
| 2008년 | 제23회 다카사키 영화제                       | 최우수 감독상                                          | 수상 | 《걸어도 걸어도》               |
| 2008년 | 제82회 키네마 준보                           | 일본 영화 베스트 텐(작품상)                            | 5위  | 《걸어도 걸어도》               |
| 2008년 | 제18회 도쿄 스포츠 영화 대상                 | 최우수 작품상                                          | 수상 | 《걸어도 걸어도》               |
| 2009년 | 제3회 아시안 필름 어워드                     | 최우수 감독상                                          | 수상 | 《걸어도 걸어도》               |
| 2009년 | 제56회 산세바스티안 국제 영화제              | 작가 협회상                                            | 수상 | 《걸어도 걸어도》               |
| 2009년 | 제4회 유라시아 국제 영화제                   | 최우수 감독상                                          | 수상 | 《걸어도 걸어도》               |
| 2009년 | 제23회 마르델 플라타 국제 영화제(아르헨티나) | 최우수 작품상                                          | 수상 | 《걸어도 걸어도》               |
| 2009년 | 제24회 다카사키 영화제                       | 최우수 작품상                                          | 수상 | 《공기인형》                    |
| 2011년 | 2012 오사카 시네마 페스티벌                  | 일본 영화 베스트 텐(작품상)                            | 5위  | 《진짜로 일어날지도 몰라 기적》 |
| 2011년 | 제59회 산세바스티안 국제 영화제              | 최우수 각본상                                          | 수상 | 《진짜로 일어날지도 몰라 기적》 |
| 2011년 | 제59회 산세바스티안 국제 영화제              | 가톨릭 미디어 협회 (SIGNIS) 상                         | 수상 | 《진짜로 일어날지도 몰라 기적》 |
| 2011년 | 제3회 TAMA 영화상                            | 최우수 작품상                                          | 수상 | 《진짜로 일어날지도 몰라 기적》 |
| 2011년 | 제26회 이스파한 국제 청소년 영화제(이란)     | 최우수 작품상                                          | 수상 | 《진짜로 일어날지도 몰라 기적》 |
| 2011년 | 제31회 후지모토상                            | 장려상                                                 | 수상 | 《엔딩 노트》                   |
| 2012년 | 제75회 더 텔레비전 드라마 아카데미상         | 감독상                                                 | 수상 | 《고잉 마이 홈》                |
| 2012년 | 제50회 갤럭시상                              | TV 부문 장려상                                         | 수상 | 《고잉 마이 홈》                |
| 2013년 | 제66회 칸 국제 영화제                        | 심사위원상                                             | 수상 | 《그렇게 아버지가 된다》        |
| 2013년 | 제66회 칸 국제 영화제                        | 에큐메니컬상 특별 표창                                 | 수상 | 《그렇게 아버지가 된다》        |
| 2013년 | 제61회 산세바스티안 국제 영화제              | 관객상 (PEARLS 부문)                                   | 수상 | 《그렇게 아버지가 된다》        |
| 2013년 | 제32회 밴쿠버 국제 영화제                    | 관객상 (Rogers People 's Choice Award)                 | 수상 | 《그렇게 아버지가 된다》        |
| 2013년 | 제7회 아부다비 국제 영화제(아랍에미리트)     | 최우수 각본상 (Child Protection Award for Best Script) | 수상 | 《그렇게 아버지가 된다》        |
| 2013년 | 제37회 상파울루 국제 영화제                  | 관객상                                                 | 수상 | 《그렇게 아버지가 된다》        |
| 2013년 | 제35회 요코하마 영화제                       | 일본 영화 베스트 텐(작품상)                            | 4위  | 《그렇게 아버지가 된다》        |
| 2013년 | 제35회 요코하마 영화제                       | 최우수 각본상                                          | 수상 | 《그렇게 아버지가 된다》        |
| 2013년 | 제26회 일간 스포츠 영화 대상                 | 최우수 감독상                                          | 수상 | 《그렇게 아버지가 된다》        |
| 2013년 | 키네마 준보상                                | 일본 영화 베스트 텐(작품상)                            | 6위  | 《그렇게 아버지가 된다》        |
| 2013년 | 키네마 준보상                                | 독자 선출 일본 영화 베스트 텐                          | 2위  | 《그렇게 아버지가 된다》        |
| 2013년 | 2013 무비 플러스 어워드                      | 영화 관객 대상 작품상 (일본 영화 부문)                 | 수상 | 《그렇게 아버지가 된다》        |
| 2013년 | 2013 무비 플러스 어워드                      | 전문 평론가 대상 작품상 (일본 영화 부문)               | 수상 | 《그렇게 아버지가 된다》        |
| 2013년 | 제56회 아시아 태평양 영화제                  | 최우수 작품상                                          | 수상 | 《그렇게 아버지가 된다》        |
| 2013년 | 제56회 아시아 태평양 영화제                  | 최우수 감독상                                          | 수상 | 《그렇게 아버지가 된다》        |
| 2013년 | 제28회 다카사키 영화제                       | 최우수 감독상                                          | 수상 | 《그렇게 아버지가 된다》        |
| 2014년 | 제37회 일본 아카데미상                       | 우수 작품상                                            | 수상 | 《그렇게 아버지가 된다》        |
| 2014년 | 제37회 일본 아카데미상                       | 우수 감독상                                            | 수상 | 《그렇게 아버지가 된다》        |
| 2014년 | 제37회 일본 아카데미상                       | 우수 편집상                                            | 수상 | 《그렇게 아버지가 된다》        |
| 2014년 | 일본 문화청 주최                             | 예술 선장 문부 과학 장관상(영화 부문)                  | 수상 | 《그렇게 아버지가 된다》        |
| 2015년 | 제68회 칸 국제 영화제                        | 황금종려상                                             | 후보 | 《바닷마을 다이어리》           |
| 2015년 | 제63회 산 세바스티안 국제 영화제             | 관객상 (PEARLS 부문)                                   | 수상 | 《바닷마을 다이어리》           |
| 2015년 | 제7회 TAMA 영화상                            | 최우수 작품상                                          | 수상 | 《바닷마을 다이어리》           |
| 2015년 | 제39회 야마지 후미코 영화상                  | 야마지 후미코 영화상 (최우수 작품상)                   | 수상 | 《바닷마을 다이어리》           |
| 2015년 | 제37회 요코하마 영화제                       | 최우수 작품상                                          | 수상 | 《바닷마을 다이어리》           |
| 2015년 | 제37회 요코하마 영화제                       | 감독상                                                 | 수상 | 《바닷마을 다이어리》           |
| 2015년 | 제89회 키네마 준보상                         | 일본 영화 베스트 텐 제4위                              | 수상 | 《바닷마을 다이어리》           |
| 2015년 | 제89회 키네마 준보상                         | 독자 선출 일본 영화 감독상                             | 수상 | 《바닷마을 다이어리》           |
| 2015년 | 제89회 키네마 준보상                         | 독자 선출 일본 영화 베스트 텐 제1위                    | 수상 | 《바닷마을 다이어리》           |
| 2015년 | 제57회 마이니치 예술상                       | 특별상                                                 | 수상 | 《바닷마을 다이어리》           |
| 2015년 | 제25회 도쿄 스포츠 영화 대상                 | 감독상                                                 | 수상 | 《바닷마을 다이어리》           |
| 2016년 | 제39회 일본 아카데미상                       | 최우수 작품상                                          | 수상 | 《바닷마을 다이어리》           |
| 2016년 | 제39회 일본 아카데미상                       | 최우수 감독상                                          | 수상 | 《바닷마을 다이어리》           |
| 2016년 | 제39회 일본 아카데미상                       | 우수 각본상                                            | 수상 | 《바닷마을 다이어리》           |
| 2016년 | 제39회 일본 아카데미상                       | 편집상                                                 | 수상 | 《바닷마을 다이어리》           |
| 2017년 | 제26회 휘르무즈 프롬 더 사우스 영화제        | 실버 밀러상 (최우수 작품상)                            | 수상 | 《태풍이 지나가고》             |
| 2018년 | 제41회 일본 아카데미상                       | 작품상                                                 | 수상 | 《세 번째 살인》                |
| 2018년 | 제41회 일본 아카데미상                       | 감독상                                                 | 수상 | 《세 번째 살인》                |
| 2018년 | 제41회 일본 아카데미상                       | 각본상                                                 | 수상 | 《세 번째 살인》                |
| 2018년 | 제41회 일본 아카데미상                       | 편집상                                                 | 수상 | 《세 번째 살인》                |
| 2018년 | 제68회 칸 국제 영화제                        | 황금종려상                                             | 수상 | 《어느 가족》                   |
| 2022   | 춘사영화제                                   | 춘사월드 어워즈상                                      | 수상 | 《브로커》                      |

- 그 외에도 다큐멘터리 작품에서 갤럭시상과 ATP상 등을 다수 수상하였다.